# Spingroep
In de groepentheorie, een deelgebied van de wiskunde, is de spingroep Spin(n) de dubbele dekking van de speciale orthogonale groep SO(n), zodanig dat er een korte exacte rij van Lie-groepen 
{\displaystyle 1\to \mathbb {Z} _{2}\to \operatorname {Spin} (n)\to \operatorname {SO} (n)\to 1.}
bestaat. Als een Lie-groep deelt Spin(n) daarom haar dimensie, n(n − 1)/2, en haar Lie-algebra met de speciale orthogonale groep. Voor n > 2, Spin(n) is enkelvoudig samenhangend en valt dus samen met de universele dekking van SO(n). 
De niet-triviale elementen van de kern worden aangeduid door {\displaystyle -1}, wat niet moet worden verward met de orthogonale transformatie van spiegeling door de oorsprong, in het algemeen aangeduid {\displaystyle -I}. 
Spin(n) kan worden geconstrueerd als een deelgroep van de inverteerbare elementen in de Clifford-algebra Cℓ(n).